# Timo Pérez
Timoniel M. "Timo" Pérez (Baní, 8 de abril de 1975) é um ex-jogador profissional de beisebol da República Dominicana.

## Carreira
Timo Pérez foi campeão da World Series 2005 jogando pelo Chicago White Sox. Na série de partidas decisiva, sua equipe venceu o Houston Astros por 4 jogos a 0.